# Superstar (canção de Madonna)
"Superstar" é uma canção da artista musical estadunidense Madonna, para o seu décimo segundo álbum de estúdio MDNA, Foi lançado em 3 de dezembro de 2012, no Brasil apenas como um CD gratuito de edição especial com o jornal brasileiro Folha de S.Paulo. A música foi escrita e produzida por Madonna, Hardy "Indigo" Muanza e Michael Malih e é uma faixa dance-pop, com influências eletrônicas e pop. Os instrumentos apresentados em "Superstar" incluem guitarras e baterias eletrônicas. Liricamente, Madonna compara seu namorado com homens famosos, como John Travolta, Abraham Lincoln, Al Capone, entre outros e afirma ser seu "maior fã".
A Arte da capa que acompanha o single foi criada pela grafiteira brasileira Simone Sapienza, que venceu um concurso no Brasil patrocinado pelo Keep Walking Project de Johnnie Walker. Ela foi escolhida por Madonna entre dez finalistas do concurso. "Superstar" recebeu críticas positivas e análises de críticos de música, a maioria dos quais achou que seria um single em potencial e elogiou a produção, enquanto outros rejeitaram o conteúdo lírico. Um videoclipe para a faixa foi gravado, mas era controverso, já que Madonna queria se vestir como "Noiva do Terror", uma combinação de um véu de noiva iraquiano e um uniforme de soldado americano. Posteriormente, o vídeo nunca foi lançado. "Superstar" foi usado em uma campanha de televisão para o canal de TV americano Bravo, apoiando sua promoção "Summer by Bravo", incluindo estrelas de sua programação original.

## Antecedentes e composição

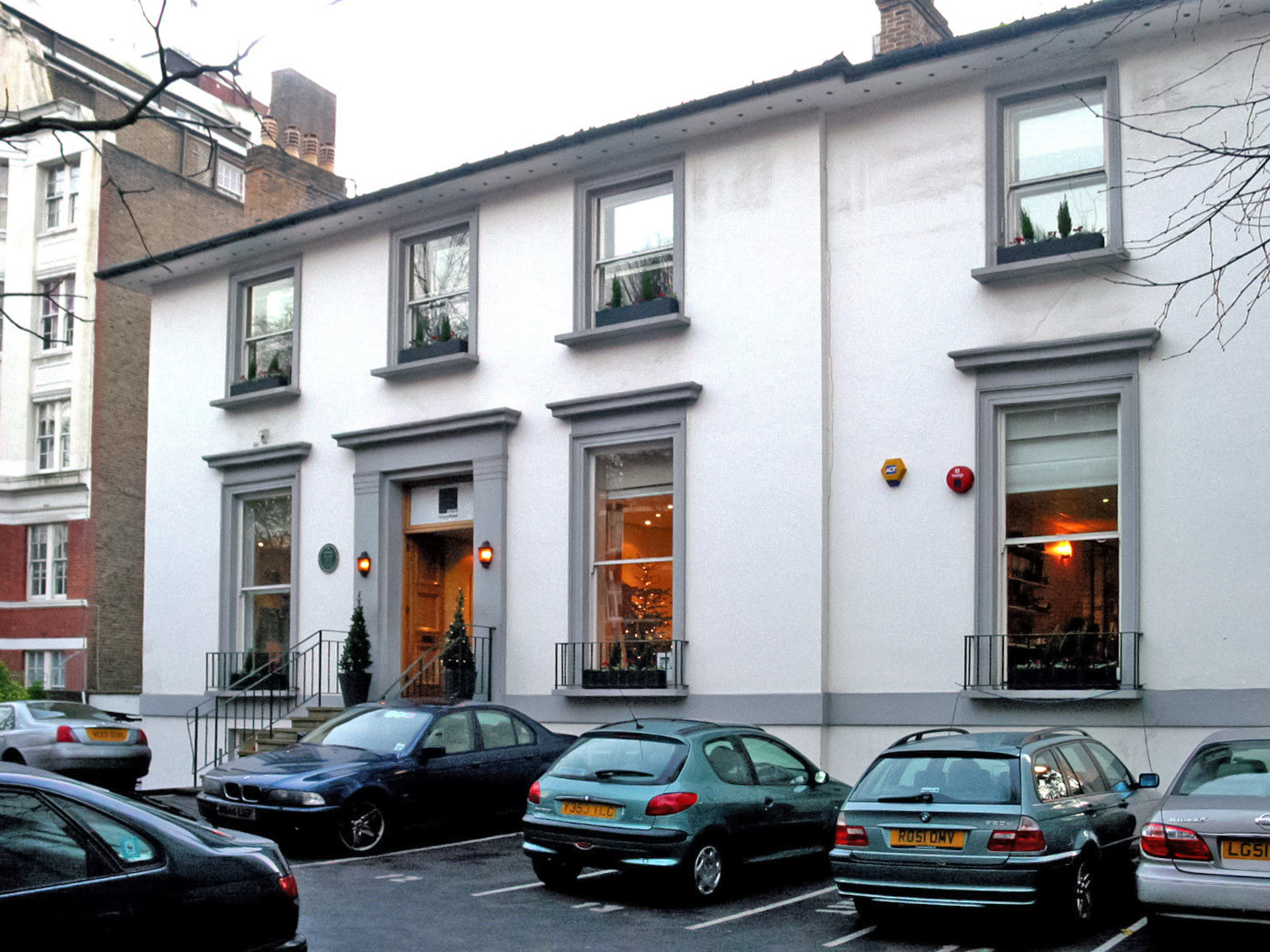
Abbey Road Studios, onde o MDNA foi visualizado e os críticos ouviram "Superstar".

"Superstar" foi escrito e produzido por Madonna, Hardy "Indigo" Muanza e Michael Malih e foi gravado no MSR Studios em Nova Iorque. Após a conclusão do MDNA, críticos de todo o mundo foram convidados para o Abbey Road Studios para uma revisão inicial do álbum. Muitos críticos notaram que os vocais da filha de Madonna, Lourdes, apareceram em "Superstar", que foi posteriormente confirmado pela própria cantora.
Musicalmente, "Superstar" é uma música dance-pop uptempo, que apresenta influências da música eletrônica e pop . A faixa foi mixada por Demacio 'Demo' Castellon para The Demolition Crew e gravada por Angie Teo. A edição da faixa foi concluída por Stephen 'The Koz' Kozmeniuk para The Demolition Crew. A música faz referências a figuras históricas, incluindo Marlon Brando, James Dean, Al Capone, Bruce Lee, Julius Caesar, Abraham Lincoln e John Travolta. Keith Caulfied, da Billboard, observou influências de dubstep durante a ponte e, como outras músicas do MDNA, "Superstar" leva tempo para mudar a composição para uma faixa em ritmo acelerado. Segundo Neil McCormick, do The Daily Telegraph, a composição apresenta um "ambiente cintilante construído a partir de um loop de guitarra tocando e ecoando tom-tom padrão que pode ter sido construído a partir dos preenchimentos de bateria dos Beatles. "Juntamente com a música em loop, as letras são de natureza simples e obtusa, o que McCormick acreditava ter sido feito deliberadamente. Também há referências a suas músicas mais antigas, como "Into the Groove" (1985) com a frase "You're Travolta getting into your groove". assim como "A liberdade vem quando você aprende a deixar ir, a Criação vem quando você aprende a dizer não"

## Arte e lançamento
A obra de arte que acompanhava "Superstar" foi criada pela grafiteira brasileira Simone Sapienza, conhecida como Siss. Foi dirigido por Binho Ribeiro e Giovanni Bianco. Na capa, Madonna usa um shorts com um chicote, enquanto uma frase diz: "O short diz: 'vamos jantar!'. O chicote diz, 'mas você deve pagar por'". Um concurso patrocinado pelo projeto Keep Walking Brazil selecionou 30 capas propostas, e Sapienza foi escolhida por Madonna depois de estar entre as dez finalistas. A criadora disse que não sabia que estava participando de um concurso de capa e explicou: "Meu trabalho está ligado ao status de mulher. Gosto de mulheres fortes, que trabalham duro pelo que acham certo".
"Superstar" foi lançado como single promocional no Brasil em 3 de dezembro de 2012. Os leitores do jornal brasileiro Folha de S.Paulo receberam uma cópia gratuita do single junto com o jornal. O single apresenta a versão original do álbum, juntamente com uma versão remixada pelo DJ Eddie Amador. A música também foi usada em uma campanha de televisão para o canal de TV americano Bravo, apoiando sua promoção "Summer by Bravo", incluindo estrelas de sua programação original.

## Recepção crítica
"Superstar" recebeu críticas análises e críticas favoráveis de críticos de música. Becky Bain, do Idolator, chamou de "doce canção de amor" e a comparou como a versão mais doce e simplificada de "Ray of Light". Andy Gill, do The Independent, declarou que a música era um "hit óbvio" e comparou a música com o lançamento de 1990, "Vogue". Bradley Stern, do MuuMuse, elogiou "a natureza açucarada e agradável ao verão" da música, enquanto Alexis Petridis, do The Guardian, descreveu a composição da faixa como "sacarina". O Daily Mirror achou que a música não era aquela em que ele estava "imediatamente interessado – mas a que está na minha cabeça. É liricamente muito simples [...] É um pouco mais rocker do que as outras e mais convencional". Priya Elan, da NME, foi muito positiva em relação à música, e a descreveu, juntamente com "Girl Gone Wild", como "realizações" e "soam melhor do que elas têm direito". Enquanto revisava o álbum, Robert Copsey, da Digital Spy, observou que "Superstar" era a música mais "relaxada [em relação ao som]" em comparação com o resto das faixas que ele descreveu como uma espécie de "cara-de-cara". Neil McCormick, do The Daily Telegraph, descreveu a música como "doce e verão". Ao escrever para POPJustice, Brad O'Mance classificou a música em 9 de 10 e explicou em detalhes:

Os pontos de referência líricos em ['Superstar'] são todos bastante interessantes — se você considerar os colaboradores de referência obcecados por jovens dos dois primeiros singles e como tudo isso é desconfortável. 'Superstar' oferece um vislumbre de algo muito mais confortável em sua própria pele. Todos os pontos de referência significarão muito pouco para a média de 17 anos de idade. Supomos que a ideia é que eles são ícones cujas imagens transcendem gerações blá blá blá, mas depois de todo o posicionamento agressivo dos dois primeiros singles, é ótimo ouvir Madonna relaxando nesse tipo de música. As letras sobre estar apaixonado são um pouco cheias de ânimo, mas o amor faz você ficar um pouco cheiroso às vezes.

Michael Roffman, do Consequence of Sound, foi mais crítico em relação ao conteúdo lírico, descrevendo a música em si como "infantil" e suas letras como se fossem "tiradas do caderno de um aluno da quinta série na feira de história". Sal Cinquemani, da Slant Magazine, fez uma resenha mista, chamando seu conteúdo lírico de "gafe". Outra recepção mista veio de escritores da Virgin Media, que o premiaram com três estrelas em cinco, e o classificaram como "uma fatia aceitável do pop eletronizado". Enio Chiola, do POPJustice, fez uma crítica ruim por seu conteúdo lírico, chamando-o de "mal escrito", mas afirmou que músicas como ""Masterpiece' indica que Madonna não é apenas uma bagunça chorosa de amargurada". Em sua resenha do MDNA para a Pitchfork Media, Matthew Perpetua disse que a faixa, junto com "B-Day Song" do álbum, soa de forma hipnotizante "letras estúpidas" e são como" trollagem rancorosa ao invés de tagarelar insípida". Gigwise listou a letra como um dos momentos mais embaraçosos do  moments do MDNA. Em agosto de 2018, a Billboard a escolheu como o 86º melhor single do cantora; "um imitador flagrante da esmagadora colaboração de Solveig, Dragonette 'Hello', também possui um dos refrãos mais doces e diretos de todo o conjunto do MDNA".

## Videoclipe
Embora nenhum videoclipe tenha sido oficialmente confirmado ou produzido, os meios de comunicação informaram que um videoclipe de "Superstar" seria filmado em outubro de 2012. Madonna queria se vestir de "Noiva do Terror", que é uma combinação de um véu de noiva iraquiano e uniforme de um soldado dos EUA. O vestido deveria ser retratado como uma declaração de opressão contra as mulheres e a guerra. No entanto, os conselheiros da cantora convenceram-na a não usar o traje porque pensaram que isso "colocaria sua vida em risco". Fontes então declararam "[Madonna] estava com a roupa pronta. Ela estava realmente orgulhosa disso e disse que era sua fantasia de 'Noiva do Terror' [...] No começo, quando as pessoas começaram a dizer que era loucura, ela apenas escovou mas quando eles mencionaram que suas ações poderiam colocar sua vida em risco, ela decidiu abandonar o vídeo e certamente não o usará no palco ". Madonna disse que estava "realmente decepcionada" por não usar a roupa, mas deixou de lado a ideia para um uso futuro.

## Faixas
1. "Superstar" — 3:55[11]
2. "Superstar" (Eddie Amador Remix) — 6:18

## Créditos e equipe
Créditos adaptados das notas do álbum MDNA.
- Madonna – vocal, compositora, produtora
- Hardy "Indigo" Muanza – compositor, produtor
- Michael Malih – compositor, produtor
- Demacio 'Demo' Castellon – mixagem de áudio para The Demolition Crew
- Angie Teo –  gravação no MSR Studios, Nova Iorque
- Stephen 'The Koz' Kozmeniuk – edição de música no The Demolition Crew
- Lourdes "Lola" Leon – vocais de apoio

## Desempenho nas tabelas musicais
| Tabela musical (2012)                        | Melhor posição |
| -------------------------------------------- | -------------- |
| Coreia do Sul (Gaon International Downloads) | 150            |

## Histórico de lançamento
| País   | Data                  | Formato                                       | Gravadora  |
| ------ | --------------------- | --------------------------------------------- | ---------- |
| Brasil | 3 de dezembro de 2012 | Liberado em CD single para a Folha de S.Paulo | Interscope |